# Хартмут фон Грумбах
Хартмут фон Грумбах (нем. Hartmut von Grumbach, также известен как рус. Ха́ртмуд фон Грю́нбах) — комтур замка Христбург  (14 апреля 1257 — апрель 1259), ландмейстер Тевтонского Ордена в Пруссии с 1259 по 1261 годы. На период его управления Пруссией выпало Второе прусское восстание 1260 года, в ходе которого 22 января 1261 года объединёнными силами прусских племен были разбиты войска крестоносцев в битве при Покарвисе (у замка Бранденбург). Восстание было вызвано несоблюдением со стороны ордена условия Христбургского мира 1249 года.